# Hydropogon gymnostomum
Hydropogon gymnostomum là một loài rêu trong họ Sematophyllaceae. Loài này được (Schimp.) Mitt. mô tả khoa học đầu tiên năm 1869.